# قره‌اونگیر
قره‌اونگیر (انگلیسی: Karaungir) یک دریاچه در استان آق‌مولای کشور قزاقستان است.